# 樺島正義
樺島 正義（かばしま まさよし、1878年1月15日 - 1949年）は、日本の橋梁技術者。構造家。
設計思想のうち橋梁については「橋梁外観に配慮することが経済的にマイナスとなっても配慮すべきで、よく練られた外観からもたらされるものは大きく、都市の風格を整えることになる」と、外観の重要性を強調している。
新常盤橋、一石橋、神宮橋、三原橋、鍛冶橋、今川橋、九道橋、高橋、二ノ橋、猫俣橋、羽衣橋、荒川鉄管橋、中川鉄管橋、安倍川橋、犬山橋、大井川橋、南旨橋、鼎岩橋、水郷大橋、境橋、南洋町パラオの橋梁、日本橋呉服橋、大阪四ツ橋、富士川橋など、後世に残る著名橋梁の設計や、日本製鉄工場貯炭場起重機設計など、多くの構造設計に関わったことで知られる。

## 主な業績
- 日本橋 (東京都中央区の橋)（米元晋一、日下部辨二郎、妻木頼黄らと。竣工, 1911年（明治44年）. 開通, 1911年（明治44年）[6][7][8][9][10]
- 新大橋（一部は犬山市の明治村に保管 1912年）[4][11][12]
- 旧四谷見附橋（現在は八王子市、多摩ニュータウンに移築）[1][13]
- 第一銀行大阪支店鉄骨設計（1922年）[3]
- 横浜正金銀行構造設計（1923年）[3]
- 大阪鴻池銀行構造設計（1926年）[3]
- 大連駅構造設計（1928年）[3]
- 神通川水力電気の橋梁設計（1930年）[3]
- 名古屋駅改築鉄骨設計（1935年）[3]
- 三井三号館鉄骨設計（1936年）[3]
- 多摩境橋橋梁設計（1936年）[3]
- 四谷塩町停車場設計（1937年）[3]
- 平壌府第二大同橋設計助言（1942年）[3]

## 経歴
東京市芝区浜松町（現在の東京都港区）に生まれる。桜川小学校から正則中学を経て、旧制第二高等学校に進学。
1898年（明治31年）に東京帝国大学工科大学土木工学科に入学し、日本の港湾工学の父といわれた廣井勇に師事。
卒業後の1902年（明治35年）元旦に大学の恩師である中島鋭治の紹介によって米国カンザスに赴き、かつて東京大学理学部土木工学科に在職していたワデル博士の事務所、ワデルヘドリック工務所の扉を叩き、入所。同年3月には鉄骨製作を学ぶのを目的にピッツバーグのアメリカン・ブリッジ橋梁会社に1年間出向している。米国には4年半にわたり橋梁設計を修業。橋梁や鉄骨設計・製作を習得。
中井（2007年）によると、樺島の留学の真の目的はワデルの言う理想的な橋梁のコンサルティング技術者として「教養と専門知識はもちろん建設に関する経済的知見と企業に対する健全な判断力を有し、クライアントに誠実かつ施工者に公平であり、更に部下に存分に仕事をさせ得る活力に満ちた人物である」といったワデルの技術者としての生き方に特に興味を示し、それを学んだこととされる。
米国に渡って4年後の1906年（明治39年）6月に帰国。帰国後に廣井勇の計らいで東京市の技師・土木課橋梁掛長（のち土木局橋梁課長）に就任となり、多くの市街橋設計の実績を残す一方で、1909年開催の台湾総督府設計競技で二等に入選する建築家長野宇平治や1913年開催の三菱ビル設計競技で二等に入選する池田稔らの建築作品の構造設計を幾つか担当。1916年には道路掛長と兼任となり、1917年に土木課長。1920年には江戸川上水組合橋梁技術顧問に就任。
1921年（大正10年）に東京市を退職し、同年5月に日本初の橋梁設計コンサルタントとされる樺島事務所を開設。同年に静岡県、愛知県、三重県の顧問に就任。
1922年には鉄道請負業協会からの依頼で、中国・京漢鉄道黄河橋梁の国際設計競技に参加。
1923年にはかつての上司直木倫太郎の誘いで帝都復興院の顧問に就任。
その一方で樺島は、設計事務所業が官庁の理解を十分得られなかった当時の状況を吐露し、息子には仕事を継がせるよりも内務省入りを勧めている。
1930年（昭和5年）に事務所を閉鎖。自宅での自営（水郷大橋や松江大橋の設計指導、朝鮮公道橋設計指導など）を経て、1934年に桜田基礎工業・桜田機械製造所の顧問に就任。